# Michael Kopf (Rennfahrer)
Michael Kopf (* 20. Dezember 1948 in Götzis) ist ein ehemaliger österreichischer Autorennfahrer. Michael Kopf begann seine Laufbahn 1967 in einem Steyr-Puch 650 TR. Er nahm an diversen nationalen und internationalen Meisterschaften teil. Von 1984 bis 1987 fuhr Michael Kopf mit seinem Alfa GTV 6 und Alfa 75 Turbo 7 DTM-Rennen.

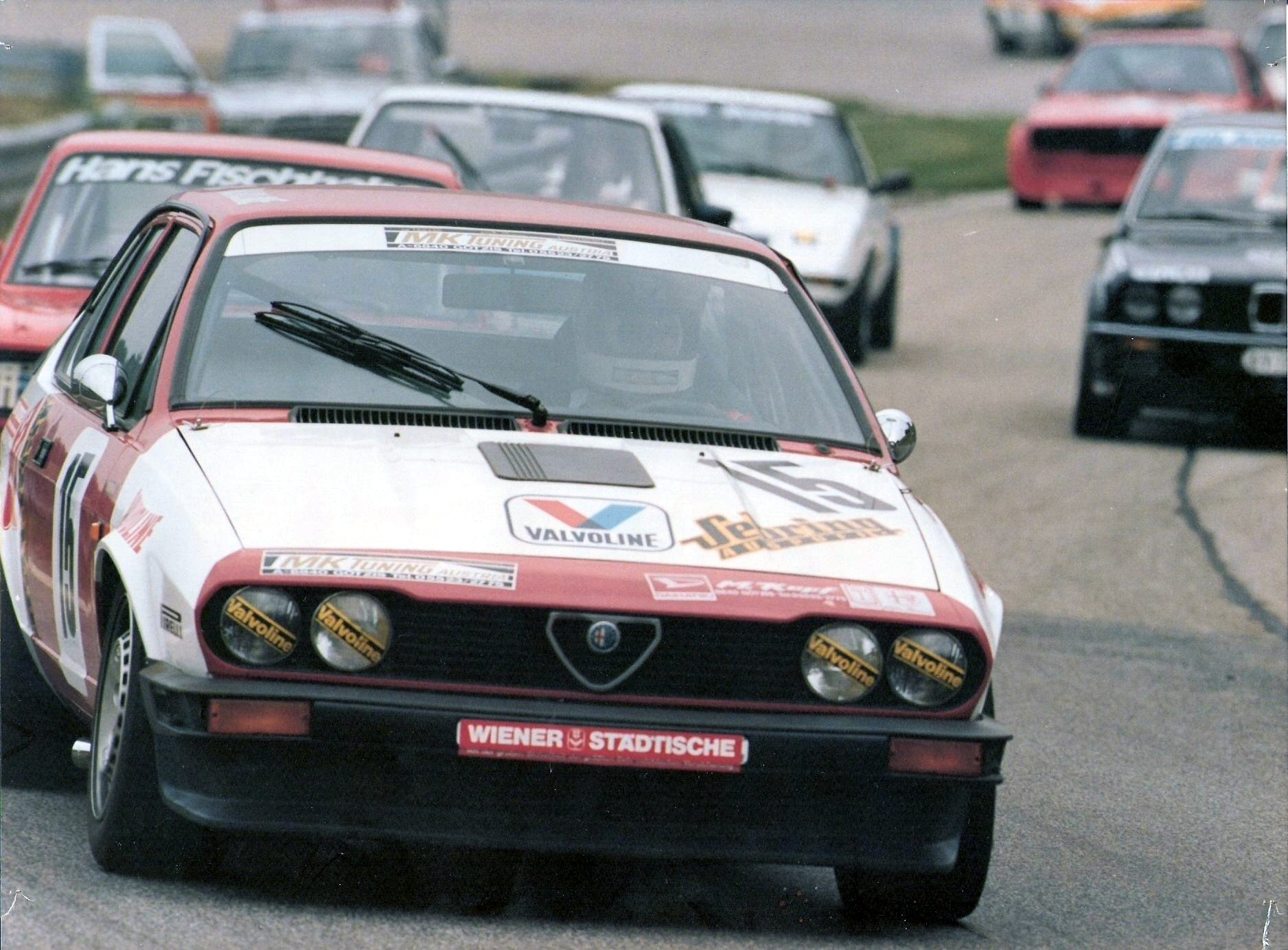
Michael Kopf im Alfa GTV 6 Hockenheimring 1984
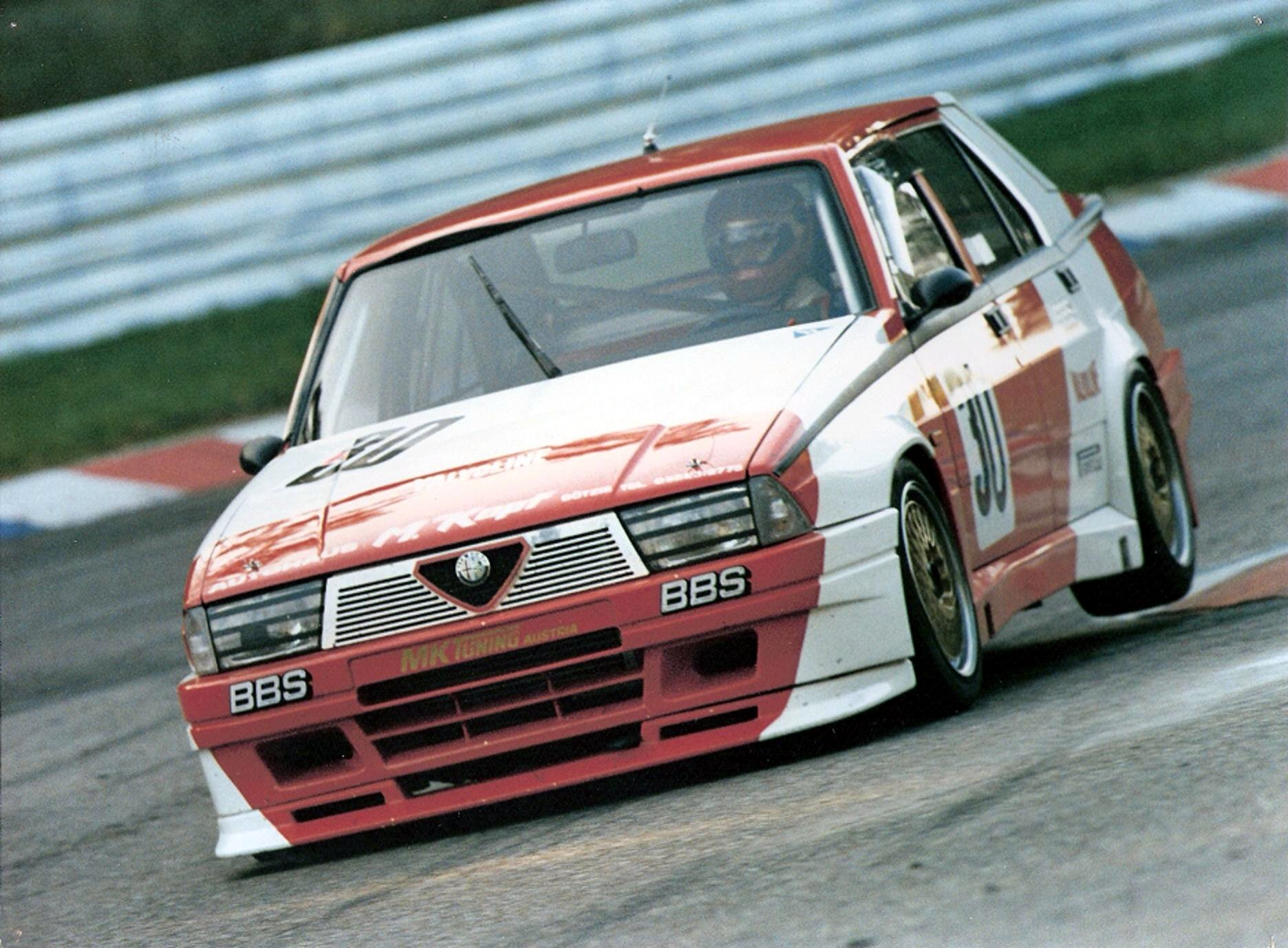
Michael Kopf im Alfa 75 Turbo Nürburgring 1986